# Maximiliano Acuña
Maximiliano Acuña, vollständiger Name Maximiliano Fabián Acuña Tejera, (* 14. Dezember 1987 in Montevideo) ist ein uruguayischer Fußballspieler.

## Karriere
Der 1,90 Meter große Defensivakteur Acuña stand seit der Saison 2006/07 in Reihen der Reserve (Formativas) des uruguayischen Erstligisten Nacional Montevideo. In der Apertura 2007 lief er einmal (kein Tor) für die Profi-Mannschaft in der Primera División auf. Zum Jahresbeginn 2008 wechselte er zur Reserve des Club Atlético Peñarol. Anfang August 2010 schloss er sich dem Zweitligisten Club Sportivo Cerrito an. In der Saison 2010/11 absolvierte er dort mindestens zehn Zweitligaspiele und erzielte einen Treffer. Im Januar 2012 folgte ein Wechsel nach Argentinien zu Tiro Morteros. Ab Mitte Juli 2012 setzte er seine Karriere dann bei Club Boca Río Gallegos fort, wo er in der ersten Saison mindestens zwei Pokaleinsätze verbuchen konnte. Zum Jahresanfang 2015 wurde er seitens des Club Gimnasia y Esgrima aus Concepción del Uruguay verpflichtet. Bei den Argentiniern wurde er bislang (Stand: 15. Juli 2017) 22-mal im Torneo Argentino A eingesetzt und traf dabei dreimal ins gegnerische Tor.